# نقطة استثنائية
في الفيزياء الكمومية ، النقاط الاستثنائية (exceptional points)  هي نقاط تفردات في فضاء المعلمات حيث تتحد حالتان ذاتيتان  عبارة عن قيم و متجهات أو أكثر.و تظهر هذه النقاط في الأنظمة التبددية ، مما يجعل المؤثر الهاميلتوني الذي يصف النظام غير هيرميتي.

## الفوتونيات
الخسائر في الأنظمة الفوتونية هي سمة تستخدم لدراسة الفيزياء غير الهيرميتية. تؤدي إضافة عدم الهرمسية مثل ازدواجية اللون في الأنظمة الفوتونية حيث توجد نقاط ديراك، إلى تحويل نقاط الانحطاط هذه إلى زوج من النقاط الاستثنائية. و قد تم إثبات ذلك تجريبياً في العديد من الأنظمة الفوتونية مثل التجاويف الدقيقة  و البلورات الفوتونية . تم إجراء أول عرض للنقاط الاستثنائية بواسطة فولديمار فويجت في عام 1902 في بلورة.

## الدقة قابلية الدقة
في فيزياء المادة المكثفة و الأجسام المتعددة، غالبًا ما تستخدم الدقة للكشف عن انتقالات الطور الكمومي في فضاء المعلمات. تعريف الدقة هو بالتحديد حاصل الضرب الداخلي لوظائف الموجة في الحالة الأرضية لنقطتين متجاورتين في فضاء المعلمات، {\displaystyle F=|\langle \psi _{0}(\lambda )|\psi _{0}(\lambda +\epsilon )\rangle |^{2}} ، حيث {\displaystyle \epsilon } كمية صغيرة. بعد توسيع السلسلة، {\displaystyle F=1-\chi _{F}\epsilon ^{2}+{\mathcal {O}}(\epsilon ^{3})} ، فإن مصطلح التصحيح من الدرجة الأولى للدقة يساوي صفرًا، و يسمى معامل مصطلح التصحيح من الدرجة الثانية القابلية للدقة. تتباعد قابلية الدقة نحو اللانهاية الإيجابية عندما تقترب المعلمات من نقطة انتقال الطور الكمومي.
{\displaystyle \lim _{\lambda \to \lambda _{\mathrm {QCP} }}\mathbb {Re} \chi _{F}=\infty }
بالنسبة للنقاط الاستثنائية للأنظمة الكمومية غير الهيرميتية، و بعد التعميم المناسب لتعريف الدقة،
{\displaystyle F=\langle \psi _{0}^{L}(\lambda )|\psi _{0}^{R}(\lambda +\epsilon )\rangle \langle \psi _{0}^{L}(\lambda +\epsilon )|\psi _{0}^{R}(\lambda )\rangle }
 يتباعد الجزء الحقيقي من قابلية الدقة نحو اللانهاية السلبية عندما تقترب المعلمات من النقاط الاستثنائية
{\displaystyle \lim _{\lambda \to \lambda _{\mathrm {EP} }}\mathbb {Re} \chi _{F}=-\infty }
بالنسبة للأنظمة الكمومية غير الهيرميتية ذات التماثل PT، يمكن استخدام الدقة لتحليل ما إذا كانت النقاط الاستثنائية من مرتبة أعلى. العديد من الطرق العددية مثل خوارزمية Lanczos و مجموعة إعادة تطبيع مصفوفة الكثافة (DMRG) و خوارزميات شبكة الموتر الأخرى من السهل نسبيًا حسابها فقط للحالة الأساسية، و لكنها تواجه العديد من الصعوبات في حساب الحالات المثارة.و نظرًا لأن الدقة تتطلب فقط حسابات الحالة الأساسية، فإن هذا النهج يسمح لمعظم الطرق العددية بتحليل الأنظمة غير الهيرميتية بدون حالات مثارة، و العثور على النقطة الاستثنائية، و كذلك تحديد ما إذا كانت نقطة استثنائية من مرتبة أعلى.

## أنظر أيضا
- مخاريط ديراك
- ميكانيكا الكم غير الهيرميتية